# Drucella integristipula
Drucella integristipula är en bladmossart som först beskrevs av Franz Stephani, och fick sitt nu gällande namn av Eliza Amy Hodgson. Drucella integristipula ingår i släktet Drucella och familjen Lepidoziaceae. Inga underarter finns listade i Catalogue of Life.